# RSK MiG-Skat
Die RSK MiG-Skat (russisch РСК МиГ-Скат, deutsch Rochen) ist ein Projekt einer unbemannten russischen Nurflügel-Kampfdrohne, das erstmals am 23. August 2007 auf der internationalen Luftfahrtmesse MAKS bei Moskau als 1:1-Mock-up der Öffentlichkeit vorgestellt wurde.

## Entwicklung
Die Entwicklung der Skat geht auf eine Anforderung des russischen Militärs aus dem Jahre 2005 zurück. Dieses forderte von den einheimischen Flugzeugherstellern Konzeptvorschläge für ein UCAV (Unmanned Combat Air Vehicle), das sich an der US-amerikanischen X-45 Spiral orientieren sollte. Die Russian Aircraft Corporation MiG setzte sich mit ihrem Vorschlag gegen ein Konkurrenzkonzept von Suchoi durch und erhielt den Zuschlag zum Bau eines Technologiedemonstrators.
Bei der MiG-Skat geht es vorrangig um Grundlagenforschung im Bereich der Tarnkappentechnik und autonom agierender Luftfahrzeuge, um technische Rückstände aufgrund der finanziellen Probleme des russischen Staates während der 1990er-Jahre aufzuholen. Die Skat ist die erste Drohne einer neuen Generation der russischen Luftfahrt, die erstmals auf der MAKS 2007 der Öffentlichkeit vorgestellt wurde und langfristig Marktanteile im Exportbereich sichern soll.
Nach der Flugerprobung, die bisher nicht begonnen wurde, sollte die Skat laut Wladimir Barkowski, Vizegeneraldirektor der Russian Aircraft Corporation und zugleich Direktor des Mikojan-Versuchs- und Konstruktionsbüros, gegen unbewegliche Ziele, in erster Linie gegen Primärziele bei starker Luftverteidigung, eingesetzt werden. Es sei aber auch die Bekämpfung von beweglichen Erd- und Seezielen möglich. Ein weiterer wichtiger Punkt bei der Flugerprobung wäre neben autonomen Aktionen der Einsatz im Verbund mit bemannten Kampfflugzeugen.
Seit 2019 gab es keine neuen Nachrichten oder Vorstellungen an Luftfahrtmessen.
Neben der unbemannten Skat-D war auch eine bemannte Version (Skat-PD) geplant, deren Entwicklung mittlerweile eingestellt worden ist.

## Konstruktion
Der dreieckige Rumpf besteht hauptsächlich aus Verbundwerkstoffen und besitzt ein Deltatragwerk mit einer Vorderkantenpfeilung von 54 Grad und einer gezackten Hinterkante. Mit dem traditionellen einziehbaren Dreipunktfahrwerk sind Starts und Landungen auf gewöhnlichen Flugplätzen möglich.
Die Skat sollte mit dem RD-5000B-Mantelstromtriebwerk ausgerüstet werden, bei dem es sich um eine angepasste Version des Klimow RD-33 handelt, das bei der MiG-29 verwendet wird. Für die Skat mussten der Nachbrenner entfernt und die Düsen abgeflacht werden. Außerdem liegen die nichtregelbaren Lufteinlässe auf der Oberseite der Drohne. Dadurch läge die maximale Schubkraft bei 49,4 kN. Bei einer maximalen Startmasse von etwa zehn Tonnen sollte damit eine Höchstgeschwindigkeit von 800 km/h auf optimaler Flughöhe erreicht werden. Die Dienstgipfelhöhe soll bei etwa 12.000 Metern liegen, die Reichweite bei etwa 4000 Kilometern.
Die Skat könnte eine maximale Waffenlast von ca. 2000 Kilogramm erreichen, die in zwei internen Waffenschächten (seitlich des Luftansaugkanals) von je 3,4 Metern Länge und einem Querschnitt von 0,65 × 0,75 m mitgeführt würde. Als Bewaffnung wären Luft-Boden-Raketen, Marschflugkörper, Anti-Radarraketen und Gleitbomben vorgesehen.

## Technische Daten

Dreiseitenansicht

| Kenngröße             | Daten (Provisorische Angaben)                       |
| --------------------- | --------------------------------------------------- |
| Länge                 | 10,25 m                                             |
| Spannweite            | 11,50 m                                             |
| Höhe                  | 2,70 m                                              |
| max. Startmasse       | ca. 10.000 kg                                       |
| Antrieb               | ein RD-5000B-Mantelstromtriebwerk mit 49,4 kN Schub |
| Höchstgeschwindigkeit | Mach 0,67 bzw. 800 km/h (auf optimaler Flughöhe)    |
| Dienstgipfelhöhe      | 12.000 m                                            |
| Reichweite            | 4.000 km                                            |
| max. Waffenlast       | ca. 2.000 kg                                        |

## Vergleichbare Typen
- Boeing X-45
- Northrop Grumman X-47
- BAE Taranis
- Dassault Neuron
- EADS Barracuda